# Roda (Ilmenau)
Roda is een dorp in de Duitse gemeente Ilmenau in het Ilm-Kreis in Thüringen. Het dorp wordt voor het eerst vermeld in een oorkonde uit 1351.  In 1939 werd het dorp toegevoegd aan Ilmenau. 
Bücheloh · Frauenwald · Gehren · Gräfinau-Angstedt · Heyda · Ilmenau · Jesuborn · Langewiesen · Manebach · Möhrenbach · Oehrenstock · Oberpörlitz · Pennewitz · Roda · Stützerbach · Unterpörlitz · Wümbach